# 匈牙利大平原

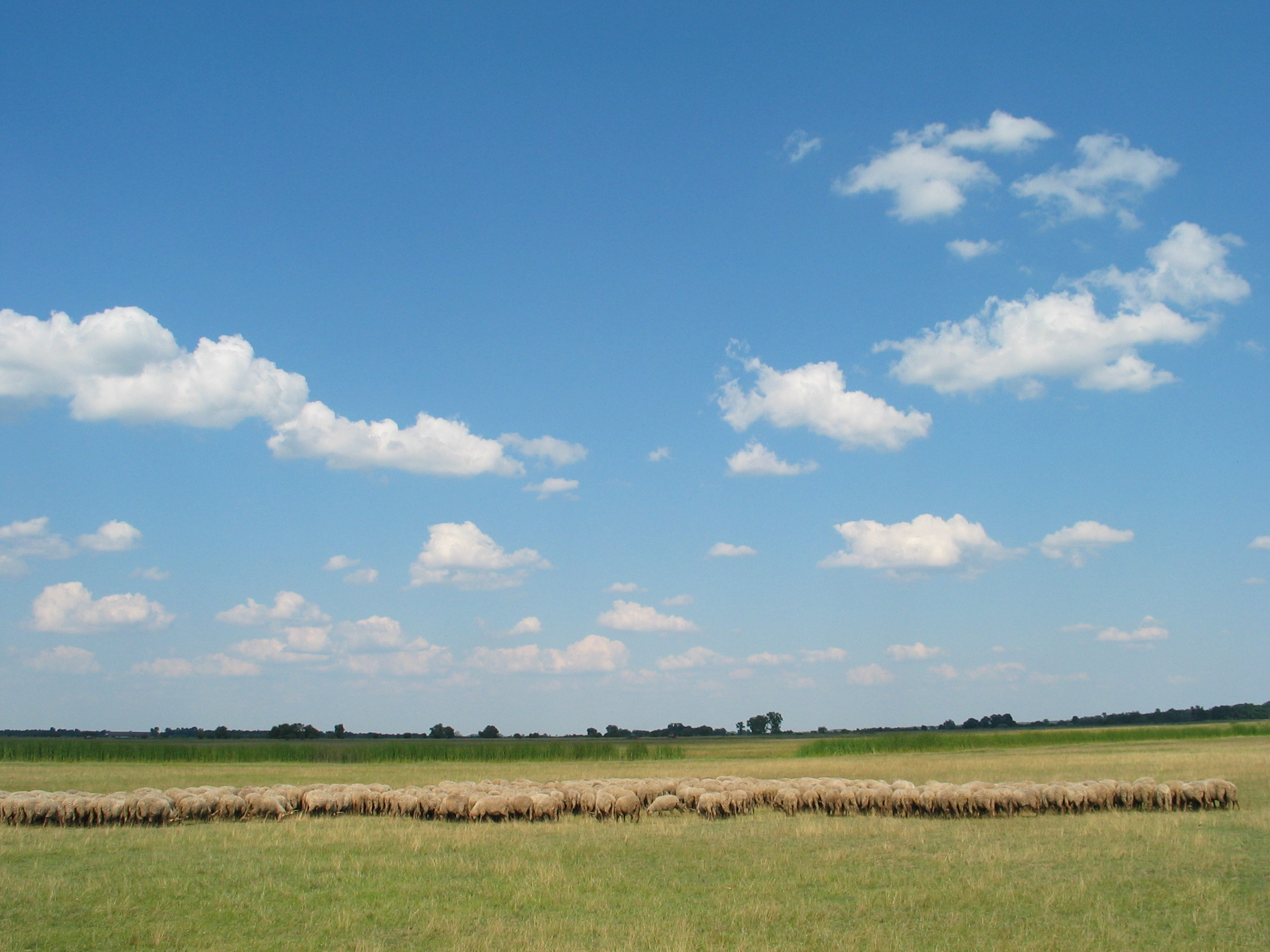
霍尔托巴吉国家公园

匈牙利大平原（匈牙利語：Alföld）是東歐的平原，北面和東面是喀爾巴阡山脈，面積約100,000平方公里，其中約56%面積由匈牙利負責管轄，最高點海拔高度183米，蒂薩河是該地區最重要的河流。
在匈牙利语，这个平原被称为Alföld [ˈɒlføld]，意为“低地”。斯洛伐克语为 Veľká dunajská kotlina，罗马尼亚语叫 Câmpia Tisei 或者 Câmpia de Vest, 克罗地亚语 Panonska nizina, 塞尔维亚语 Panonska nizija，乌克兰语 Тисо-Дунайська низовина。

## 外部連結
- Körös Regional Archaeological Project: Neolithic and Copper Age archaeology in the Great Hungarian Plain

47°00′N 20°30′E / 47.000°N 20.500°E